# غاري غريغور
غاري غريغور (بالإنجليزية: Gary Gregor) مواليد 13 أغسطس 1945 في تشارلستون، هو لاعب كرة سلة أمريكي معتزل. بدأ مسيرته الاحترافية في سنة 1968. تم اختياره من قبل فريق فينيكس صنز خلال الدرافت. يبلغ طوله 6 قدم 7 بوصة (2.0 م). اعتزل اللعب في 1974.

## المسيرة الاحترافية
لعب مع فينيكس صنز في موسم 1968–1969، ثم لعب مع أتلانتا هوكس في موسم 1969–1970، ثم لعب مع بورتلاند ترايل بلايزرز من سنة 1970 إلى 1972، ثم لعب مع ميلووكي باكز في سنة 1972، ثم لعب مع بروكلين نتس من سنة 1972 إلى 1974.

## روابط خارجية
- غاري غريغور على موقع إن بي أي (الإنجليزية)
- غاري غريغور على موقع سبورتس رفرنس (الإنجليزية)
- غاري غريغور على موقع كلية كرة السلة في سبورتس رفرنس.كوم (الإنجليزية)
- غاري غريغور على موقع ريلجم (الإنجليزية)
- غاري غريغور على موقع بروبوليرز (الإنجليزية)